# Bacquepuis
Bacquepuis est une commune française située dans le département de l'Eure, en région Normandie.

## Géographie

### Localisation
Bacquepuis est une commune du plateau du Neubourg, dans le centre du département de l'Eure.
| Quittebeuf   | Bérengeville-la-Campagne |              |
|              | Bacquepuis               | Sacquenville |
| Bernienville |                          |              |

### Hydrographie
La commune est située dans le bassin Seine-Normandie. Elle n'est drainée par aucun cours d'eau,.

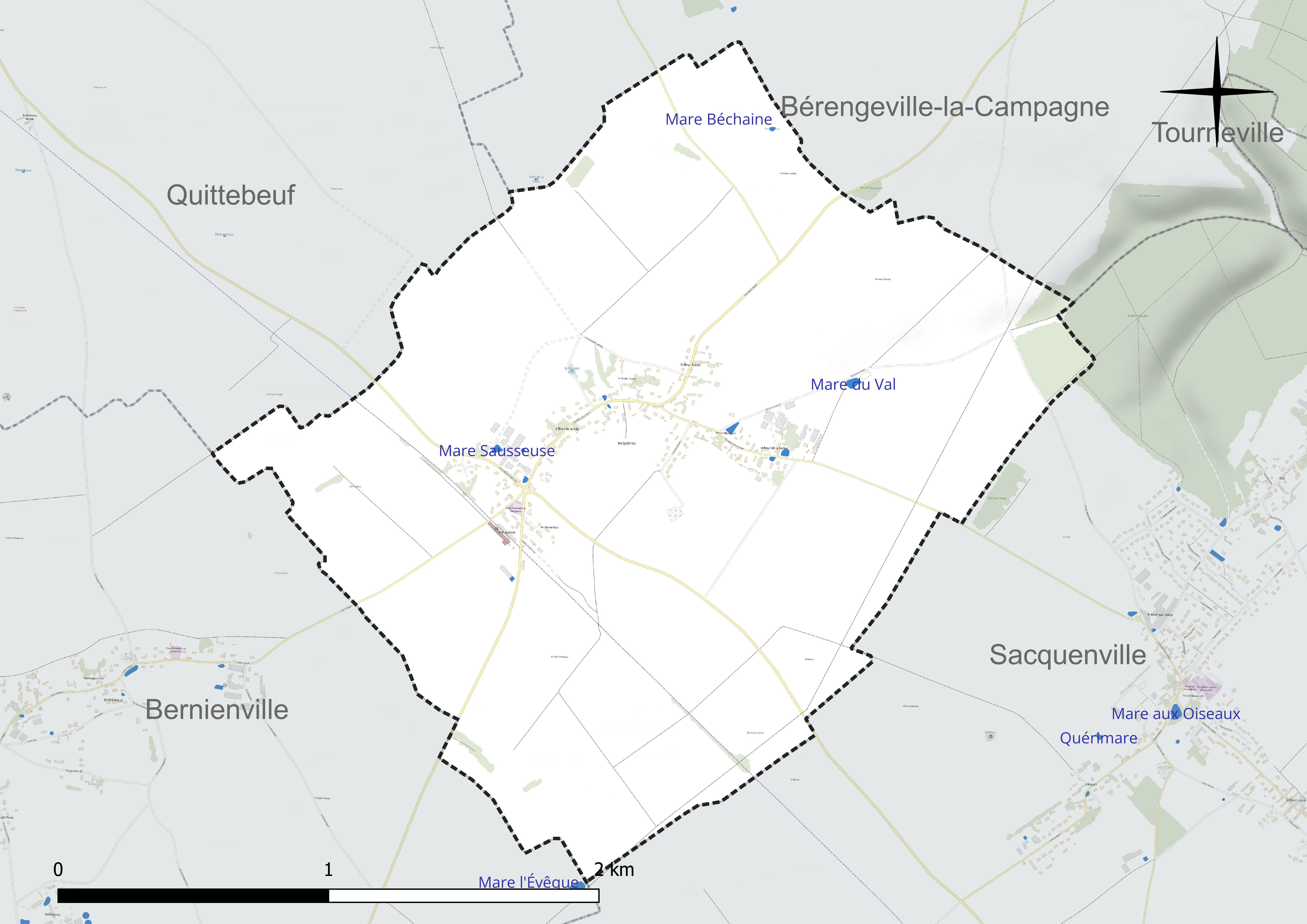
Réseau hydrographique de Bacquepuis.

Trois plans d'eau complètent le réseau hydrographique : la mare Béchaine (0 ha), la mare du Val (0,1 ha) et la mare Sausseuse (0,1 ha),.

### Climat
Pour des articles plus généraux, voir Climat de la Normandie et Climat de l'Eure.
En 2010, le climat de la commune est de type climat océanique dégradé des plaines du Centre et du Nord, selon une étude du CNRS s'appuyant sur une série de données couvrant la période 1971-2000. En 2020, Météo-France publie une typologie des climats de la France métropolitaine dans laquelle la commune est exposée à un climat océanique et est dans la région climatique  Côtes de la Manche orientale, caractérisée par un faible ensoleillement (1 550 h/an) ; forte humidité de l’air (plus de 20 h/jour avec humidité relative > 80 % en hiver), vents forts fréquents. Parallèlement le GIEC normand, un groupe régional d’experts sur le climat, différencie quant à lui, dans une étude de 2020, trois grands types de climats pour la région Normandie, nuancés à une échelle plus fine par les facteurs géographiques locaux. La commune est, selon ce zonage, exposée à un « climat des plateaux abrités », correspondant aux plaines agricoles de l’Eure, avec une pluviométrie beaucoup plus faible que dans la plaine de Caen en raison du double effet d’abri provoqué par les collines du Bocage normand et par celles qui s’étendent sur un axe du Pays d'Auge au Perche.
Pour la période 1971-2000, la température annuelle moyenne est de 10,4 °C, avec  une amplitude thermique annuelle de 13,9 °C. Le cumul annuel moyen de précipitations est de 673 mm, avec 11,2 jours de précipitations en janvier et 8,3 jours en juillet. Pour la période 1991-2020, la température moyenne annuelle observée sur la station météorologique la plus proche, située sur la commune de Huest à 13 km à vol d'oiseau, est de 11,2 °C et le cumul annuel moyen de précipitations est de 600,6 mm,. Pour l'avenir, les paramètres climatiques de la commune estimés pour 2050 selon différents scénarios d’émission de gaz à effet de serre sont consultables sur un site dédié publié par Météo-France en novembre 2022.

## Urbanisme

### Typologie
Au 1er janvier 2024, Bacquepuis est catégorisée commune rurale à habitat dispersé, selon la nouvelle grille communale de densité à 7 niveaux définie par l'Insee en 2022.
Elle est située hors unité urbaine. Par ailleurs la commune fait partie de l'aire d'attraction d'Évreux, dont elle est une commune de la couronne,. Cette aire, qui regroupe 108 communes, est catégorisée dans les aires de 50 000 à moins de 200 000 habitants,.

### Occupation des sols
L'occupation des sols de la commune, telle qu'elle ressort de la base de données européenne d’occupation biophysique des sols Corine Land Cover (CLC), est marquée par l'importance des territoires agricoles (92,7 % en 2018), une proportion sensiblement équivalente à celle de 1990 (93,1 %). La répartition détaillée en 2018 est la suivante : 
terres arables (92,7 %), zones urbanisées (5,9 %), forêts (1,4 %). L'évolution de l’occupation des sols de la commune et de ses infrastructures peut être observée sur les différentes représentations cartographiques du territoire : la carte de Cassini (XVIIIe siècle), la carte d'état-major (1820-1866) et les cartes ou photos aériennes de l'IGN pour la période actuelle (1950 à aujourd'hui).

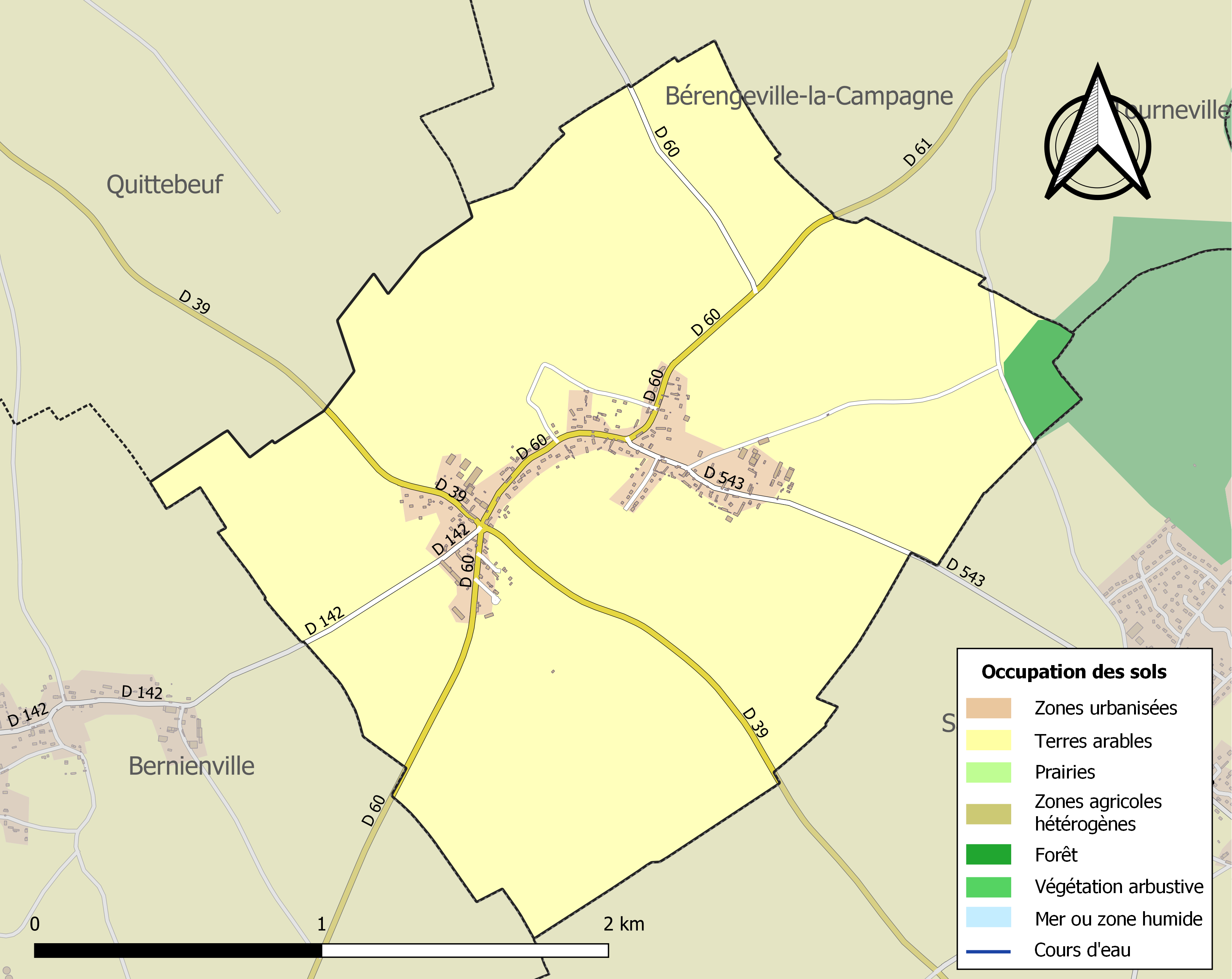
Carte des infrastructures et de l'occupation des sols de la commune en 2018 (CLC).

## Toponymie
Le nom de la localité est attesté sous les formes Bachepuiz vers 1144, Bakepuiz vers 1160 (charte de Robert, comte de Meulan), Bakepuis vers 1160, Bakepuid en 1200 (charte), Bacepiz (charte de Simon, comte d’Évreux), Bachiputeus en 1295 (charte).
Le premier élément Bacque- représente certainement un nom de personne. François de Beaurepaire propose l'anthroponyme germanique Bacco. Le second élément -puis est le même que le nom commun puits avec la graphie ancienne. D'où le sens global de « puits de Bacco ».

## Histoire
- La commune n'a plus d'église, détruite en 1811[20].

Bacquepuis est une petite ville historique située dans le département de l'Eure en Normandie, dans le nord-ouest de la France. La ville a une longue histoire qui remonte à l'époque médiévale. Elle a été fondée au XIIe siècle et a été le siège d'une importante seigneurie pendant de nombreuses années.
Au fil des siècles, Bacquepuis a connu de nombreux événements historiques, notamment pendant la guerre de cent ans, lorsque la ville a été le théâtre de nombreux combats entre les armées anglaises et françaises. La ville a également été touchée par les guerres de religion au XVIe siècle, lorsque les protestants et les catholiques se sont affrontés violemment dans toute la France.
Au XVIIe siècle, Bacquepuis a connu une période de prospérité, grâce à la construction d'un château et à l'essor de l'agriculture dans la région. Le château de Bacquepuis a été construit en 1630 et a été la résidence de nombreux seigneurs de la ville.
Au fil des siècles, Bacquepuis est devenue une ville agricole prospère, avec de nombreux fermiers et artisans vivant et travaillant dans la région. Aujourd'hui, la ville est connue pour son charme rural et pour son histoire intéressante.

## Politique et administration
| Période                                  | Période  | Identité          | Étiquette | Qualité     |
| ---------------------------------------- | -------- | ----------------- | --------- | ----------- |
| avant 1981                               | ?        | Claude Bidault    |           |             |
| mars 2001                                | 2008     | Noëlle Quineau    |           |             |
| mars 2008                                | en cours | Dominique Bidault | SE        | Agriculteur |
| Les données manquantes sont à compléter. |          |                   |           |             |

## Démographie
L'évolution du nombre d'habitants est connue à travers les recensements de la population effectués dans la commune depuis 1793. Pour les communes de moins de 10 000 habitants, une enquête de recensement portant sur toute la population est réalisée tous les cinq ans, les populations de référence des années intermédiaires étant quant à elles estimées par interpolation ou extrapolation. Pour la commune, le premier recensement exhaustif entrant dans le cadre du nouveau dispositif a été réalisé en 2006.

En 2022, la commune comptait 307 habitants, en évolution de −3,15 % par rapport à 2016 (Eure : −0,25 %, France hors Mayotte : +2,11 %).
| 1793 | 1800 | 1806 | 1821 | 1831 | 1836 | 1841 | 1846 | 1851 |
| ---- | ---- | ---- | ---- | ---- | ---- | ---- | ---- | ---- |
| 207  | 213  | 214  | 200  | 197  | 209  | 188  | 184  | 191  |

| 1856 | 1861 | 1866 | 1872 | 1876 | 1881 | 1886 | 1891 | 1896 |
| ---- | ---- | ---- | ---- | ---- | ---- | ---- | ---- | ---- |
| 182  | 181  | 175  | 164  | 160  | 160  | 173  | 200  | 184  |

| 1901 | 1906 | 1911 | 1921 | 1926 | 1931 | 1936 | 1946 | 1954 |
| ---- | ---- | ---- | ---- | ---- | ---- | ---- | ---- | ---- |
| 164  | 177  | 165  | 171  | 154  | 157  | 160  | 163  | 191  |

| 1962 | 1968 | 1975 | 1982 | 1990 | 1999 | 2006 | 2011 | 2016 |
| ---- | ---- | ---- | ---- | ---- | ---- | ---- | ---- | ---- |
| 191  | 191  | 180  | 252  | 291  | 295  | 326  | 320  | 317  |

| 2021 | 2022 | - | - | - | - | - | - | - |
| ---- | ---- | - | - | - | - | - | - | - |
| 307  | 307  | - | - | - | - | - | - | - |